# Mars Simard
 (avril 2012).
Si vous disposez d'ouvrages ou d'articles de référence ou si vous connaissez des sites web de qualité traitant du thème abordé ici, merci de compléter l'article en donnant les références utiles à sa vérifiabilité et en les liant à la section « Notes et références ».
Pour les articles homonymes, voir Simard.
Mars Simard, né le 8 novembre 1805 à Baie-Saint-Paul et mort le 20 janvier 1862 à Laterrière, est considéré comme le "fondateur" vers 1839, de l'ancienne ville de La Baie, au Québec.

## Biographie
Il aménage, vers 1860, un quai à Bagotville, pour l'accostage des goélettes.